# Carpocrates
Carpocrates (eerste helft tweede eeuw) was een christelijk en gnostisch leraar  in Alexandrië. Hij was gehuwd met een dame met de naam Alexandria die afkomstig was van het eiland Kefalonia. Zij hadden een zoon, Epiphanes, die al op jeugdige leeftijd filosofische verhandelingen schreef. Epiphanes stierf op de leeftijd van zeventien jaar en werd na zijn dood op het eiland Kefalonia vergoddelijkt. Er werden een tempel en een mouseion voor zijn nagedachtenis gesticht en bij iedere nieuwe maan werd hij daar als een god vereerd. 
De opvattingen van Carpocrates zijn alleen bekend omdat een aantal latere auteurs in de Oudheid daarover geschreven hebben. Al die auteurs waren ook opponenten van zijn opvattingen. Het meest uitgebreid wordt dit gedaan in het werk van  Ireneüs (ca. 140 -202) en Clemens van Alexandrië (overleden 215). Hiernaast hebben ook Hippolytus (170-235) en Pseudo-Tertullianus (na ca. 230) in hun werk aandacht voor Carpocrates. Epiphanius (ca. 315-403) wijdt in zijn werk de Panarion een geheel hoofdstuk aan de opvattingen van Carpocrates, Epiphanes en hun volgelingen, maar het is duidelijk dat dit vooral op het werk van eerdere auteurs leunt. 
Er is wel een deel van een verhandeling van Epiphanes met de titel Over Gerechtigheid bewaard gebleven in het werk van Clemens van Alexandrië. 

## Opvattingen
Carpocrates was van opvatting dat de wereld gecreëerd was door engelen die in dit geval boosaardige entiteiten waren. De duivel was de belangrijkste daarvan. God werd ook voorgesteld als een engel, in dit geval als een liefdevolle entiteit. 
Volgens Ireneüs had Carpocrates een christologie die vrijwel identiek was aan die van Cerinthus. Jezus zou  een biologische zoon zijn van Jozef en Maria en daarmee werd de maagdelijke geboorte ontkend. Jezus zou alleen wijzer, zuiverder en rechtvaardiger zijn dan andere mensen. 
Pas bij zijn doop zou Christus in de vorm van een duif op hem neergedaald zijn. Vlak voor of tijdens zijn kruisiging zou Christus Jezus weer verlaten hebben. Ireneüs relateert dit aan de ebionieten, een groepering uit het vroegchristelijk jodendom, die een identieke opvatting hadden. 
Een kenmerkend aspect van de opvattingen van Carpocrates en zijn zoon was, dat het christendom werd onderwezen als een vorm van filosofie. Christus werd voorgesteld als een filosofische held. Zijn volgelingen zouden portretten hebben van Christus, waaronder een die gemaakt zou zijn door Pilates. Deze afbeeldingen werden geplaatst naast die van andere filosofen waaronder Plato, Aristoteles en Pythagoras. Alle afbeeldingen, ook van Christus, werden met een eerbied bejegend die gebruikelijk zou zijn onder heidenen. 
Carpocrates moet zijn opvatting over verlossing ook voor een belangrijk deel gebaseerd hebben op Plato. In de ideeënleer wordt geformuleerd dat de ziel voor de geboorte in de Ideeënwereld aanwezig was en daar volmaakte kennis van de Ideeën heeft opgedaan. De ziel van mensen die daar herinneringen aan hebben kunnen ook terugkeren naar de goddelijke werkelijkheid. Carpocrates had de opvatting dat de ziel van Jezus nog herinneringen had aan de periode van zijn pre-existentie toen hij verkeerde in dezelfde hemelsfeer als de Vader. God de Vader zond hem een kracht die hem in staat stelde te ontsnappen aan de boosaardige engelen en op te stijgen naar God. 
Dat was ook mogelijk voor de volgelingen van Carpocrates. In de visie van Carpocrates is de mogelijkheid van opstijging naar God niet afhankelijk van de herinnering, maar van een goddelijke gift, dezelfde kracht die God de Vader Jezus zond.  Die gift kan verkregen worden door een leven te leiden als Christus de filosofische held. Wie niet de juiste levenshouding betracht, heeft in dat leven geen kans op die gift. Dat kan alleen via reïncarnatie naar een volgend leven waarin wel de juiste levenshouding aanwezig is.  
De essentie van deze opvattingen is duidelijk van gnostische aard.

## Over Gerechtigheid
In de bewaard gebleven fragmenten van Over Gerechtigheid ontwikkelt Epiphanes een concept over goddelijke gerechtigheid. Ieder mens heeft recht op een gelijk deel aan licht, voedsel, etc. Geen mens heeft meer dan een ander of heeft iets waaraan anderen geen deel hebben. De wet van goddelijke rechtvaardigheid is ongeschreven. Door mensen gemaakte wetten die privé-eigendom introduceren zijn een inbreuk op de goddelijke rechtvaardigheid. De druiven zijn van iedereen; alleen al het idee dat deze privé-eigendom zouden kunnen zijn creëert de dief. Epiphanes citeert hier  Romeinen 7.7: Ik zou de zonde niet hebben leren kennen dan door de wet. Ik zou immers ook niet geweten hebben dat begeerte zonde was, als de wet niet zei: U zult niet begeren. 
Dat geldt ook voor de seksuele gemeenschap tussen mannen en vrouwen. De man is met seksuele verlangens gecreëerd om het voortbestaan van de menselijke soort te waarborgen. Het gebod om niet de vrouw van een ander te mogen begeren is absurd en ridicuul. Geen man kan een exclusief recht laten gelden op zijn vrouw, want dat zou evident tegen de goddelijke gerechtigheid ingaan.
In de commentaren van de kerkvaders was dit een element dat tot scherpe veroordeling van Carpocrates, zijn zoon en de hele beweging van volgelingen leidde. 

## Volgelingen
Er is weinig bekend over de beweging van de volgelingen van Carpocrates.  Ireneüs schreef over een in Rome aanwezige groep die geleid werd door een vrouw met de naam Marcellina. Zij zou naar Rome zijn gekomen in de periode van Anicetus (overleden 166) als bisschop van Rome. Ook Celsus benoemt in zijn omstreeks 178 geschreven  werk Ware woord de groep van Marcellina. Hegesippus benoemt de groep ook. Het lijkt dan ook waarschijnlijk dat toen Ireneüs omstreeks 185 Adversus Haereses ("Tegen de ketters") schreef een groep volgelingen nog steeds in Rome aanwezig was. Ireneüs schreef dat Marcellina velen tot een losbandige en verderfelijke levenswijze had gebracht. 
Over de volgelingen in Rome wordt vermeld dat zij de achterkant van hun rechteroor tatoeëerden en zichzelf ook als gnostici benoemden.  

## De brief van Mar Saba
In 1958  zou  de Amerikaanse hoogleraar Morton Smith in het klooster van Mar Saba een fragment van een brief gevonden hebben  die Clemens van Alexandrië geschreven zou hebben aan een zekere Theodoret. Het eerste deel van het fragment is een zeer polemische tekst tegen Carpocrates en zijn volgelingen. Het vervolgt met de opmerking dat een priester in Alexandrië door Carpocrates gedwongen zou zijn hem een kopie te geven van het Geheime Marcusevangelie. Carpocrates zou de tekst van dit evangelie gewijzigd hebben en vervolgens gebruikt hebben als de basis voor zijn opvattingen. De brief bevat onder meer een deel waarin gesuggereerd wordt dat Jezus homo-erotische relaties onderhield. De authenticiteit van de brief is zeer omstreden. Een aanzienlijk deel van het vakgebied is van mening dat het om een vervalsing moet handelen. 